# Станислав Стоянов (политик, р. 1980)
Вижте пояснителната страница за други значения на Станислав Стоянов.
Станислав Иванов Стоянов е български политик, икономист, предприемач и общественик. Народен представител от ГЕРБ в XLIV народно събрание от 4 МИР Велико Търново. Повече от 20 години инициира и участва активно в множество граждански инициативи. Развива дейности в сферата на рекламата и дизайна.

## Биография
Станислав Стоянов е роден на 19 юни 1980 г. в град Свищов, Народна Република България. Завършва бакалавърска степен по „Маркетинг“ в Стопанската академия „Димитър А. Ценов“, гр. Свищов, а след това магистратура по „Компютърни системи и технологии“ във ВТУ „Св. св. Кирил и Методий“, гр. Велико Търново. През 2005 г. създава дружество, развиващо дейност в областта на външната и печатната реклама. Семеен е с 2 деца.

## Обществена дейност
От 2003 година участва активно в граждански сдружения, чиято дейност пряко е насочена към подобряване средата и живота на българските граждани в района на Велико Търново и страната. Дава началото и успешно реализира множество проекти в полза на местните общности в различни направления – култура, културно-историческо наследство, здравеопазване, образование, градска среда, благоустройство и т.н.

## Политическа дейност
Народен представител в XLIV народно събрание от 4 МИР Велико Търново. Член на парламентарните комисии по „Енергетика” и „Вътрешна сигурност и обществен ред“. Вносител на редица законопроекти, сред които е проектът на решение за обявяване на град Велико Търново за „Историческа и духовна столица на България“.